# Paul von Hindenburg

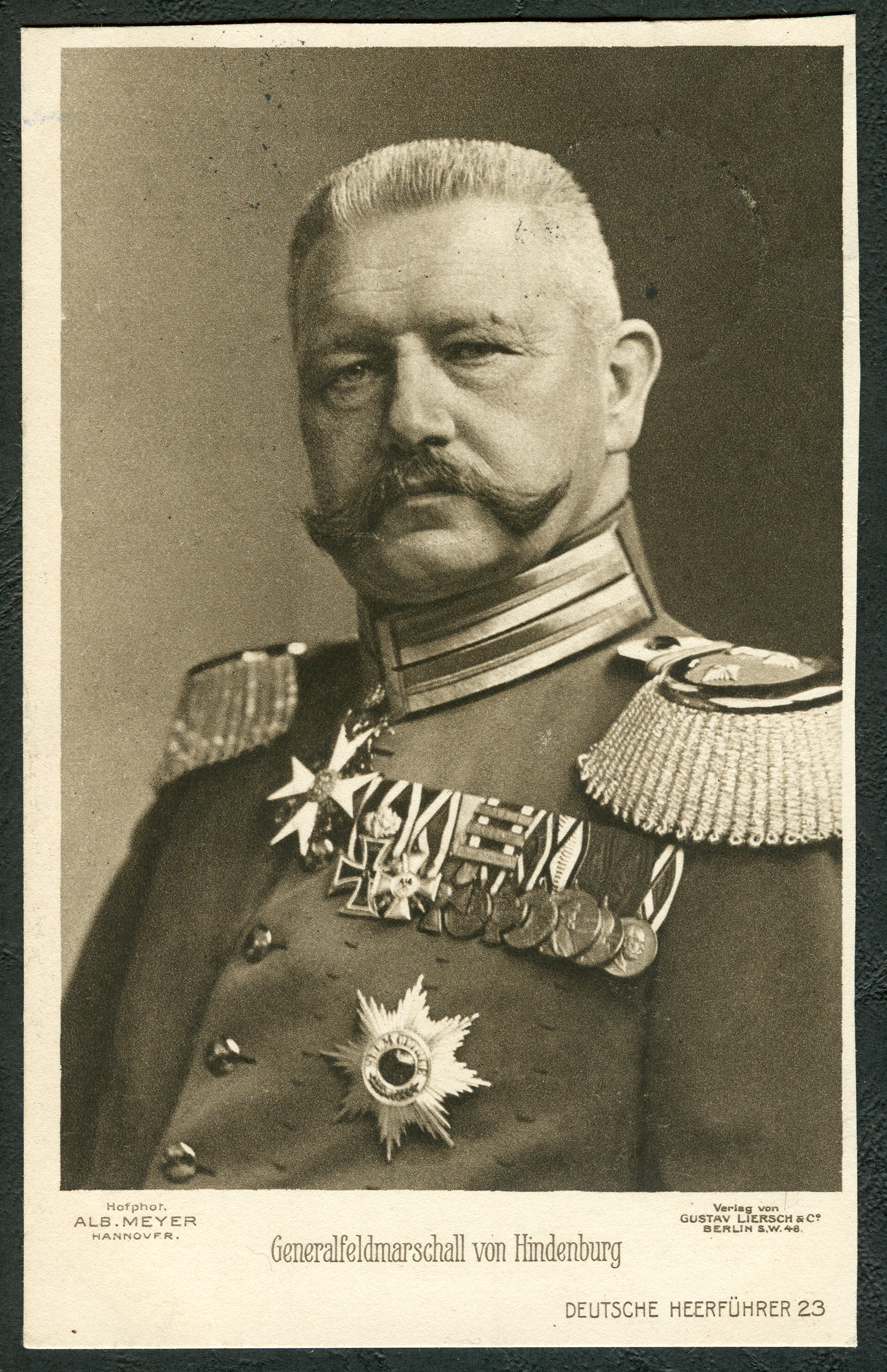
Paul von Hindenburg jako polní maršál, pohlednice č. 23 z kolekce Němečtí vojevůdci, asi 1912, foto: Albert Meyer

Paul von Hindenburg (celým jménem Paul Ludwig Hans Anton von Beneckendorff und von Hindenburg; 2. října 1847 Posen – 2. srpna 1934 Neudeck) byl německý polní maršál, významná osobnost první světové války a v letech 1925–1934 prezident Německa. Na jeho počest získala své jméno také např. vzducholoď Hindenburg.

## V německé armádě
Paul Hindenburg se narodil jako syn pruského aristokrata Roberta von Beneckendorff und von Hindenburg a jeho ženy Luisy (rozené Schwickart) ve městě Posen (dnes Poznaň, Polsko), které v té době leželo v Prusku. Po studiu na wahlstattské a berlínské kadetské škole se roku 1866 zúčastnil bitvy u Hradce Králové a v letech 1870–1871 francouzsko-pruské války. Roku 1903 byl povýšen do hodnosti generála.
V roce 1911 odešel do výslužby, ale vrátil se po vypuknutí první světové války. Byl povolán do služby, aby velel vojskům ve východním Prusku. Vzhledem k tomu, že císař Vilém II. se stále více vžíval do role jediného pravého vojáka a byl fascinován armádou, stala se z Německého císařství de facto vojenská diktatura, kterou vytvořili Hindenburg a jeho zástupce Erich Ludendorff a ta dominovala německé politice po zbytek války.
Hindenburg zvítězil v roce 1914 v bitvách u Tannenbergu a u Mazurských jezer, svedených proti ruské armádě. Velkou zásluhu na těchto vítězstvích měl plukovník Max Hoffmann, který rozpoznal důležitost nedostatečného zabezpečení radiové komunikace ruské armády.
Díky prolomení jednoduché šifry získali Němci dostatek informací, aby Ludendorff s Hindenburgem včas věděli, kde a kdy bude ležet ruská armáda. Výsledkem bylo největší německé vítězství v první světové válce a zničení dvou ruských armád generálů Samsonova a Renenkampfa.
V říjnu 1914 byl Hindenburg povýšen do hodnosti polního maršála a získal post nejvyššího velitele východní fronty. Hindenburg se jako vojenský velitel obklopil skupinou talentovaných a schopných podřízených a i díky tomu vybojoval řadu velkých vítězství na východní frontě mezi lety 1914–1916. Tyto úspěchy udělaly z Hindenburga nejpopulárnějšího Němce. V průběhu války se kolem něho vytvořil ohromný kult osobnosti. Byl spatřován jako dokonalé ztělesnění německé mužné cti, poctivosti, slušnosti a síly. Přitažlivost Hindenburgova kultu nebyla závislá na žádné specifické společenské třídě, ideologii, náboženství ani regionu, nicméně nejvíce byl Hindenburg idealizován pravicovými Němci, kteří v něm viděli skvělého zástupce pruského étosu a luteránských, junkerských hodnot. V průběhu války byly všude po Německu postaveny dřevěné sochy Hindenburga, na které lidé zatloukali peníze a válečné lístky. Právě kvůli Hindenburgově oblibě byl program totální průmyslové mobilizace z roku 1916 pojmenován vládou Hindenburgův program. Před rokem 1914 by žádný takový projekt nemohl být pojmenován po nikom jiném, než po císaři Vilémovi.
Roku 1916 se stal náčelníkem generálního štábu a reálně moc vykonával ve spolupráci se svým zástupcem Erichem Ludendorffem, který měl na fungování štábu velký podíl. V září 1918 oznámil Hindenburg vyjednávání o příměří s Dohodou, ale již v říjnu změnil svůj názor a na protest odstoupil. Ludendorff byl nahrazen Wilhelmem Groenerem, schopným důstojníkem, který jako asistent věrně Hindenburgovi sloužil až do roku 1932. V říjnu 1918 hráli Hindenburg s Groenerem rozhodnou roli při přesvědčování císaře Viléma II., aby abdikoval pro dobro vlasti. Hindenburg byl po celý život přesvědčeným monarchistou a na tuto etapu svého života hleděl se značnými rozpaky. Prakticky okamžitě po císařově abdikaci tvrdil, že v ní nehrál žádnou roli a veškerou vinu připisoval Groenerovi.

## Následky války
Po válce Hindenburg roku 1918 opět odešel z armády a oznámil záměr stáhnout se z veřejného života. O rok později byl předvolán před komisi Reichstagu, která vyšetřovala odpovědnost za vypuknutí války v roce 1914 i porážku roku 1918. Hindenburg neměl zájem objevit se před ní a byl tedy soudně obesílán. Jeho výstup před komisi byl veřejností horlivě očekáván. Ludendorff, který se s Hindeburgem nepohodl kvůli rozhodnutí z října 1918 pokračovat ve vyjednávání o příměří, se obával, že by Hindenburg mohl prozradit, že to byl on, kdo toto vyjednávání navrhoval. Napsal Hindenburgovi dopis, ve kterém ho informoval o svých připravovaných memoárech a hrozil, že v nich uvede, že Hindenburgovi nepatří zásluhy za vybojovaná vítězství, což nebyla tak docela pravda, ale ohrozilo by to Hindenburgovu pověst. Ludendorff naznačoval, že na Hindenburgově výpovědi závisí, jak příznivě ho v memoárech vylíčí.
Nakonec se Hindenburg před komisí objevil, odmítl však odpovídat na jakékoliv otázky týkající se odpovědnosti za německou porážku a místo toho pouze přečetl prohlášení, které bylo předem posouzeno Ludendorffovým právníkem. Vypověděl, že německá armáda byla na podzim 1918 jen krůček od vítězství a pouze „dýka do zad“ od neloajálních sil na domácí frontě a nevlastenečtí politici zapříčinili porážku. Navzdory pohrůžce, že jeho odmítnutí vypovídat může být bráno jako pohrdání soudem, Hindenburg jednoduše odešel okamžitě po dočtení svého prohlášení. Postavení válečného hrdiny ho uchránilo od stíhání.
Své paměti Hindenburg pojmenoval Mein Leben (Můj život) v letech 1919–1920. Mein Leben byl v Německu velkým bestsellerem, ale mnoha kritiky byl odmítnut jako nudný pokus o sebeobhajobu, který přeskočil většinu kontroverzích témat. Poté se Hindenburg stáhl z veřejného života a trávil většinu svého času se svou rodinou. Vdovec Hindenburg měl velice blízko ke svému jedinému synovi majorovi Oskarovi von Hindenburg a ke svým vnučkám.

## Prezident
V bouřlivých letech výmarské republiky nastoupil roku 1925 namísto Friedricha Eberta na post prezidenta. Ve skutečnosti neměl Hindenburg žádný zájem kandidovat na jakoukoliv veřejnou funkci. V prvním kole prezidentských voleb roku 1925 nezískal žádný kandidát většinu. Sociálně demokratický kandidát, ministerský předseda Pruska Otto Braun, souhlasil s tím, že z voleb odstoupí a podpoří kandidáta Katolické středové strany Wilhelma Marxe. Jelikož společný kandidát dvou konzervativních stran Německé lidové strany a Německé národní lidové strany Karl Jarres byl považován za příliš hloupého, vypadalo to na jasné vítězství Marxe. Nicméně jeden z vůdců Německé národní lidové strany navštívil Hindenburga a řekl mu, že je jediný, kdo může Marxe zastavit. Hindenburg ze začátku odmítal, ale Tirpitz na něj vyvinul silný tlak a nakonec ho ke kandidatuře zlomil. Přestože v rozhodujícím druhém kole kandidoval jako nezávislý, byl obecně považován za konzervativního kandidáta. Volby pak skutečně vyhrál z části i díky své pověsti válečného hrdiny.

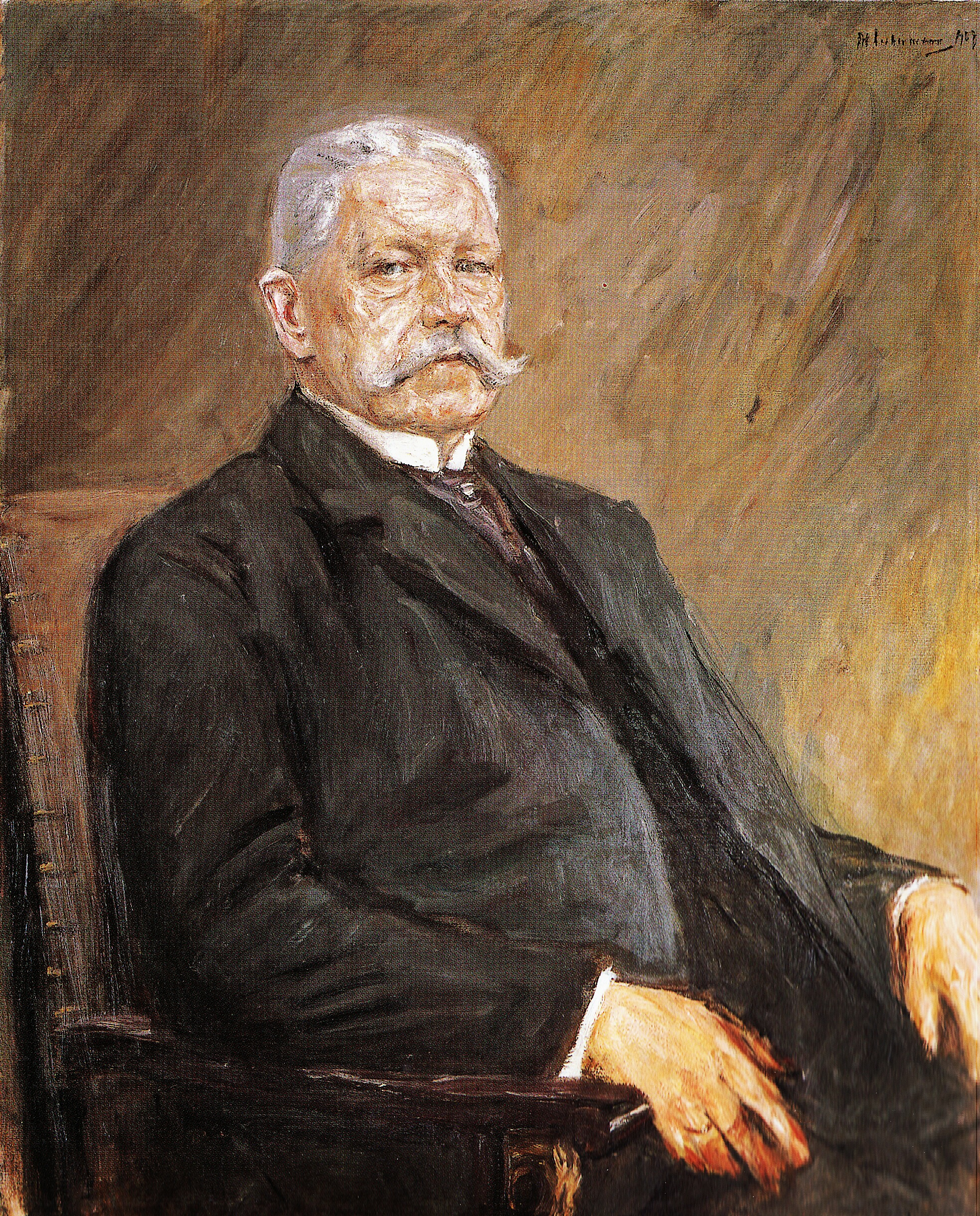
Portrét od Maxe Liebermanna z roku 1927

Po prvních pět let Hindenburg plnil důstojně povinnosti svého úřadu. Většinu času si zachovával odstup od víru německé politiky let 1925–1930 a snažil se hrát roli jakéhosi republikánského ekvivalentu konstitučního monarchy. Často byl skutečně označován za Ersatzkaisera (náhradního císaře). Nicméně oproti očekávání německých monarchistů Hindenburg nevyvíjel žádné úsilí monarchii skutečně obnovit. Přísahu výmarské ústavě bral velmi vážně a byl rozhodnut zůstat věrný její liteře. To mu však nebránilo ignorovat demokratický duch ústavy. Podle jeho přesvědčení dokud byly jeho činy v hranicích litery zákona, nezáleželo na jeho duchu.
Hindenburg neměl o politiku velký zájem. Jediné dvě oblasti, ve kterých se angažoval, byly vojenské výdaje a zemědělské dotace pro Junkery. V roce 1928 prosazoval Groenera na post ministra obrany v nově formované vládě „velké koalice“ vedené sociálním demokratem Hermannem Müllerem. V soukromí si Hindenburg často stěžoval, že opustil klid důchodu a naříkal, že se nechal přimět kandidovat na prezidenta. Stěžoval si, že obsahem politiky je mnoho záležitostí, jako například ekonomika, kterým nerozumí a hlavně ani rozumět nechce. Ovšem Kamarilla, kterou se obklopil, s ním měla jiné plány. Kamarilla je označení pro skupinu jeho přátel a poradců, jež na něj měla velký vliv. Nejdůležitějšími členy byl jeho syn, major Oskar von Hindenburg, Otto Meissner, vlivný šéf prezidentské kanceláře, Groener a jeho chráněnci a ambiciózní politik Kurt von Schleicher. Nejvýznamnějším byl jeho syn, který se sám přestěhoval do prezidentského paláce a sloužil jako jeho pobočník. Jakožto jeho nejbližší spolupracovník značně kontroloval přístup ke svému otci. Jelikož byl Schleicher jeho dobrým přítelem, mohl plně využívat svého výsadního postavení.
Právě Schleicher přišel s myšlenkou „prezidentské vlády“ založené na tzv. „25/48/53 receptu“. „Prezidentské vlády“ byly vlády, které závisely spíše na prezidentovi než na Reichstagu a jejichž kancléř se tak zodpovídal na prvním místě prezidentovi. „25/48/53 recept“ označoval tři články ústavy, které to činily možné.
- Článek 25 prezidentovi umožňoval rozpouštět Reichstag.
- Článek 48 prezidentovi umožňoval podepisovat mimořádné zákony bez souhlasu Reichstagu. Ten ale mohl do 60 dní jakýkoliv takovýto zákon odvolat prostou většinou hlasů.
- Článek 53 prezidentovi umožňoval určovat kancléře.

Schleicherova myšlenka byla, aby Hindenburg vybral za kancléře člověka, kterého on vybere, nechal ho vládnout prostřednictvím článku 48 a vyhrožoval Reichstagu, že využije článku 25 pro jeho rozpuštění, pokud se pokusí kterýkoliv zákon anulovat. Jeho záměrem bylo postupně legálně podkopat demokracii prostřednictvím „prezidentských vlád“ a nakonec vytvořit skutečnou autoritativní vládu. Jeho koncepce byla naprosto v rámci striktní interpretace ústavy, ale jasně porušovala její duch. Hindenburg z ní nebyl nadšen, ale byl tlačen k souhlasu svým synem, Meissnerem, Groenerem a Schleicherem.
První pokus ustanovit „prezidentskou vládu“ se odehrál v letech 1926–1927, ale pohořel na nechuti jakéhokoliv politického vůdce akceptovat toto politické schéma. Během zimy 1929–1930 byl již Schleicher úspěšnější. Po řadě tajných jednání Meissnera, Schleichera a Heinricha Brüninga, parlamentního vůdce Katolické středové strany, se mu podařilo přimět Brüninga souhlasit s tímto systémem. Zůstává sporné, do jaké míry si byl Brüning vědom Schleicherových plánů demokracii zcela zbořit.
Schleicher poté nechal rozhlašovat zprávy o zhoršujících se sporech uvnitř velké koalice Sociálních demokratů a Německé lidové strany ohledně zvýšení dávky v nezaměstnanosti o půl nebo celý procentní bod. Výsledkem těchto intrik byl pád druhé Müllerovy vlády v březnu 1930 a jmenování Brüninga kancléřem.
Brüngingovým prvním zákonem byl rozpočet, který volal po ostrém omezení výdajů a zvýšení daní. Poté, co byl v červenci 1930 Reichstagem odmítnut, požádal Brüning Hindenburga, aby ho podepsal podle článku 48. Reichstag se rozhodl zákon zrušit a Hindenburg ho, dva roky před vypršením mandátu, rozpustil. Rozpočet pak byl opět schválen na základě článku 48. Volby v září 1930 znamenaly velký vzestup preferencí nacistů, kteří získali 17 % oproti 2 % z předcházejících voleb v roce 1928.
Po volbách Brüning pokračoval ve vládnutí, převážně přes článek 48. Jeho vláda byla držena hlasy Sociální demokracie, která nehlasovala pro zrušení zákonů, které prosadil přes článek 48. Obávali se totiž, že by další nové volby mohly jen pomoci nacistům a komunistům. Hindenburg naopak začíná pociťovat nechuť k neustálému prosazování všech zákonů jen přes článek 48. Brüning mu předkládal detailní vysvětlení, která měla vysvětlit ekonomickou nezbytnost svých zákonů, ale Hindenburg je pokládal za naprosto nesrozumitelné. Brüning ve své politice pokračoval ve zvyšování daní a snižování výdajů s cílem vypořádat se se Světovou hospodářskou krizí. Jedinou oblasti, za které vláda utrácela velké částky, byla obrana a dotace pro Junkery, tento program se nazýval Osthilfe (Východní pomoc). Obě tyto výdajové složky rostly také kvůli Hindenburgově zájmu o ně.
V říjnu 1931 se Hindenburg poprvé sešel s Hitlerem. Výsledek byl příšerný, oba k sobě okamžitě pocítili ohromnou nechuť. V soukromí Hindenburg o Hitlerovi pohrdavě mluvil jako o tom „rakouském kaprálovi“, „českém kaprálovi“ (Der böhmische Gefreite) či „českém frajtrovi“. Hitler zato často označoval Hindenburga za „starého blázna“ nebo „starého reakcionistu“. Až do ledna 1933 Hindenburg často prohlašoval, že Hitlera by nejmenoval kancléřem za žádných okolností. 26. ledna 1933 však Hindenburg řekl skupině svých přátel: „Pánové, doufám, že mi nebudete bránit jmenovat tohoto rakouského kaprála Říšským kancléřem“.

## Leden 1932–1933: rok rozhodnutí
Přes rostoucí Hindenburgovu senilitu byl znovu přemluven ke kandidatuře ve volbách roku 1932, jako jediný kandidát, který mohl porazit Adolfa Hitlera. Sám Hindenburg chtěl skončit, ale Kamarilla ho přiměla pokračovat, aby udržel Hitlera mimo moc. Hindeburg neochotně souhlasil, ale volbám se chtěl vyhnout. Jedinou možností, jak toho dosáhnout, bylo nechat Reichstag dvoutřetinovou většinou volby zrušit. Jelikož byli nacisté druhou nejsilnější stranou, bylo pro tento plán nanejvýš vhodné, aby spolupracovali. Brüning se v lednu 1932 sešel s Hitlerem a zeptal se ho, jestli by přistoupil na Hindenburgův požadavek volby zrušit. Hitler prohlásil, že pouze pokud Brüning splní řadu nepřijatelných požadavků. Brüning je odmítl jako naprosto nestoudné a neodůvodněné. V této době se již Schleicher rozhodl, že se Brüning stal překážkou v jeho plánech a začal plánovat jeho pád. Hindenburgovi řekl, že důvod, proč Hitler odmítl Brüningovu nabídku je ten, že Brüning záměrně sabotoval jednání, aby přinutil postaršího prezidenta zúčastnit se vysilujících voleb.
Hindenburgovu volební kampaň 1932 vedl především Brüning. Pro špatné Hindenburgovo zdraví, ale i slabé řečnické schopnosti, úkol objíždět zemi a vést proslovy na Hindenburgovu podporu spadlo na něj. Hindenburgova účast na kampani se většinou sestávala z pouhých výstupů před davy a mávání jim bez mluvení. V prvním kole voleb v březnu 1932 Hindenburg vyhrál, ale nezískal nadpoloviční většinu. Ve druhém kole v dubnu 1932 se mu však podařilo porazit Hitlera a vyhrát. Po volbách podnikl Schleicher v dubnu 1932 řadu tajných jednání s Hitlerem a obdržel od něj „gentlemanskou dohodu“, že Hitler bude podporovat „prezidentskou vládu“, kterou Schleicher vytvářel. Ve stejném čase začal bez vědomí a souhlasu Hindenburga podkopávat druhou Brüningovu vládu. První rána přišla hned v květnu 1932. Schleicher přiměl Hindenburga, aby vyhodil Groenera z postu ministra obrany, což mělo pokořit jak Groenera, tak i Brüninga. Konečně 31. května 1932 Hindenburg odvolal též Brüninga z postu kancléře a nahradil ho Franzem von Papenem, jehož navrhl Schleicher.
„Vláda baronů“, jak byla Papenova vláda známa, měla otevřeně za cíl zničit demokracii v Německu. Tak jako Brüning, Papen vládl také prostřednictvím používání článku 48. Na rozdíl od Brüninga Papen získal přízeň Hindenburga prostřednictvím nanejvýš slizkých lichotek. Papenův šarm a smysl pro humor z něj udělaly nejoblíbenějšího Hindenburgova kancléře. K velké Schleicherově nelibosti jej Papen brzy nahradil na pozici nejoblíbenějšího rádce. Francouzský velvyslanec André François-Poncet informoval své nadřízené do Paříže: „Je to Papen, kdo je ten nejvíce upřednostňovaný, oblíbenec maršála; rozptyluje starého muže svým temperamentem a hravostí; lichotí mu svým respektem a oddaností; obalamutil ho svou odvahou; je v Hindenburgových očích dokonalý muž“.
V souvislosti se Schleicherovou „gentlemanskou dohodou“ rozpustil Hindenburg Reichstag a vyhlásil nové volby na červenec 1932. Schleicher i Papen věřili, že nacisté získají většinu křesel a budou podporovat Papenův kabinet. Hitler volby skutečně vyhrál a jeho strana vybojovala solidní většinu křesel. Po nacistickém triumfu ve volbách z 31. července 1932 se rozšířily spekulace, že by Hitler mohl být brzy jmenován kancléřem. Navíc Hitler zrušil „gentlemanskou dohodu“ a prohlásil, že se chce stát kancléřem sám. Na setkání s Hitlerem 13. srpna 1932 Hindenburg jeho požadavky rozhodně odmítl. Zápis ze setkání vytvořil Otto Meisner, šéf prezidentské kanceláře. Ze zápisu:
| „ | Pan Hitler prohlásil, že, z důvodů, které podrobněji prezidentovi uvedl toto ráno, jeho zapojení do jakékoliv spolupráce se stávající vládou nepřichází v úvahu. Po zvážení významu národně socialistického hnutí musí požadovat plné a úplné vedení vlády a státu pro sebe a svou stranu. Říšský prezident reagoval, že na jeho požadavek musí odpovědět rozhodným a jednoznačným ne. Nemůže ospravedlnit před Bohem, svým svědomím ani před vlastí přesun veškeré moci na jednu stranu, zvláštně ne na stranu podjatou proti lidem, kteří mají jiný názor než ona. Je zde mnoho dalších důvodů proti, které si nepřál příliš rozebírat, jako strach z rostoucích nepokojů, vliv na zahraniční země atd. Pan Hitler zopakoval, že jakékoliv jiné řešení je pro něj nepřijatelné. Na to prezident odpověděl: ‚Takže odejdete do opozice?‘ Hitler: ‚Nemám jinou možnost‘. | “ |

Po odmítnutí Hitlerových požadavků vydal Hindenburg tiskovou zprávu o svém setkání s Hitlerem, která naznačovala, že Hitler požadoval absolutní moc a byl prezidentem jednoznačně odmítnut. Hitler byl touto zprávou značně rozzuřen. Nicméně jelikož chtěl získat moc právní cestou, znamenalo pro něj Hindenburgovo odmítnutí nepřekonatelnou překážku.
Když byl Reichstag v září 1932 svolán, bylo jeho prvním a jediným činem masivní vyjádření nedůvěry Papenovu kabinetu. V reakci na to Hindenburg Reichstag opět rozpustil a vyhlásil volby na říjen 1932. V těchto volbách sice získali nacisté jen 32 % oproti předchozím 37 %, ale zůstali nejsilnější stranou. Po volbách proběhlo další kolo bezvýsledných jednání mezi Hindenburgem, Papenem a Schleicherem na jedné straně a Hitlerem a dalšími nacistickými vůdci na straně druhé. Prezident a kancléř chtěli podporu pro „Vládu prezidentových přátel“; Hitlerovi byli ochotni nabídnout maximálně bezvýznamný post vicekancléře. 24. října 1932 Hindenburg v průběhu dalšího jednání s Hitlerem vyjádřil obavu, že „… prezidentský kabinet vedený Hitlerem by nevyhnutelně vedl k rozvoji stranické diktatury se všemi svými důsledky na extrémní prohloubení konfliktů mezi německým lidem“. Hilter ovšem pevně zůstal u toho, že nechce nic jiného než post kancléře.
Požadavky obou stran byly pro tu druhou naprosto nepřijatelné a vzájemně neslučitelné a tak tento pat pokračoval. Pro únik z této bezvýchodné situace von Papen navrhl Hindenburgovi, aby vyhlásil výjimečný stav a vypořádal se s demokracií prostřednictvím prezidentského puče. S touto myšlenkou přesvědčil Hindenburga mladšího a tito dva přiměli prezidenta, aby ustoupil od své přísahy ústavě a souhlasil s jejich plánem. Schleicher, který se začal cítit Papenem ohrožen, zablokoval tento krok s poukazem na to, že vojenská cvičení ukázala, kdyby se nacistická SA a komunističtí Bojovníci rudé fronty vzbouřili a Poláci vtrhli do Německa, Reichswehr by nebyl schopný vypořádat se se situací. Jestli to skutečně byly výsledky vojenských cvičení, nebo pouze Schleicherův výmysl s cílem vystrnadit Papena je otázkou historických sporů. Většinový názor se opírá o to, že v lednu 1933 měl Schleicher sdělit Hindenburgovi, že nová vojenská cvičení ukázala, že by Reichswehr dokázal porazit SA i Bojovníky rudé fronty a ubránit východní hranice proti polské invazi.

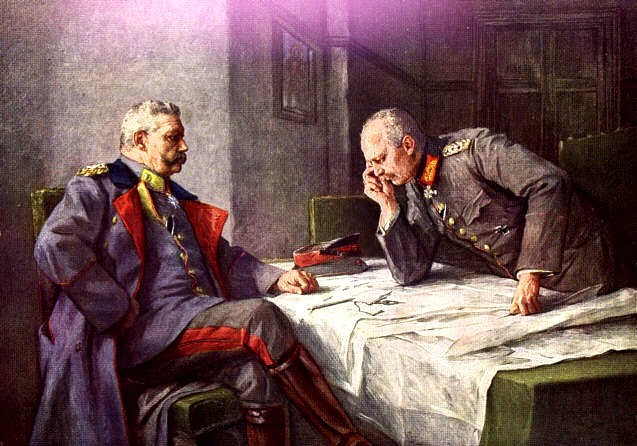
Hindenburg a Erich Ludendorff

Výsledky vojenských cvičení přinutily Papena v prosinci 1932 odstoupit ve prospěch Schleichera. Hindenburg byl velmi nešťastný, že přišel o svého oblíbeného kancléře, předpokládal, že vojenská cvičení byla podvržena, aby odstranila Papena a zlobil se proto na Schleichera. Papen byl rozhodnut dostat se zpět do funkce a 4. ledna se sešel s Hitlerem aby prodiskutovali, jak položit Schleicherův kabinet. Jejich schůzka však byla značně bezvýsledná, protože oba chtěli kancléřství pro sebe. Přesto, oba souhlasili, že budou v rozhovorech pokračovat. Nakonec Papen uvěřil tomu, že může Hitlera ovládat z pozadí a rozhodl se podpořit ho na kancléře. Přiměl ke svému plánu Meissnera a Hindenburga mladšího a všichni tři pak strávili druhou polovinu ledna tlačením na Hindenburga, aby Hitlera jmenoval. Ten byl představou Hitlera jako kancléře velmi znechucen a upřednostňoval, aby se do úřadu vrátil Papen. Jejich tlak byl však neúnavný a tak se koncem ledna rozhodl Hitlera jmenovat. Ráno 30. ledna 1933 složil Hitler v prezidentském paláci přísahu. Krátce poté Hindenburg dostal dopis od Ludendorffa, který se již delší dobu předtím s nacisty, za které dříve kandidoval, rozešel. Napsal Hindenburgovi: „Vážně předvídám, že tento mizerný muž Hitler přivede naši říši do propasti a zavede náš národ do neštěstí. Budoucí generace tě proklejí v hrobě za to, co jsi udělal.“

## Machtergreifung

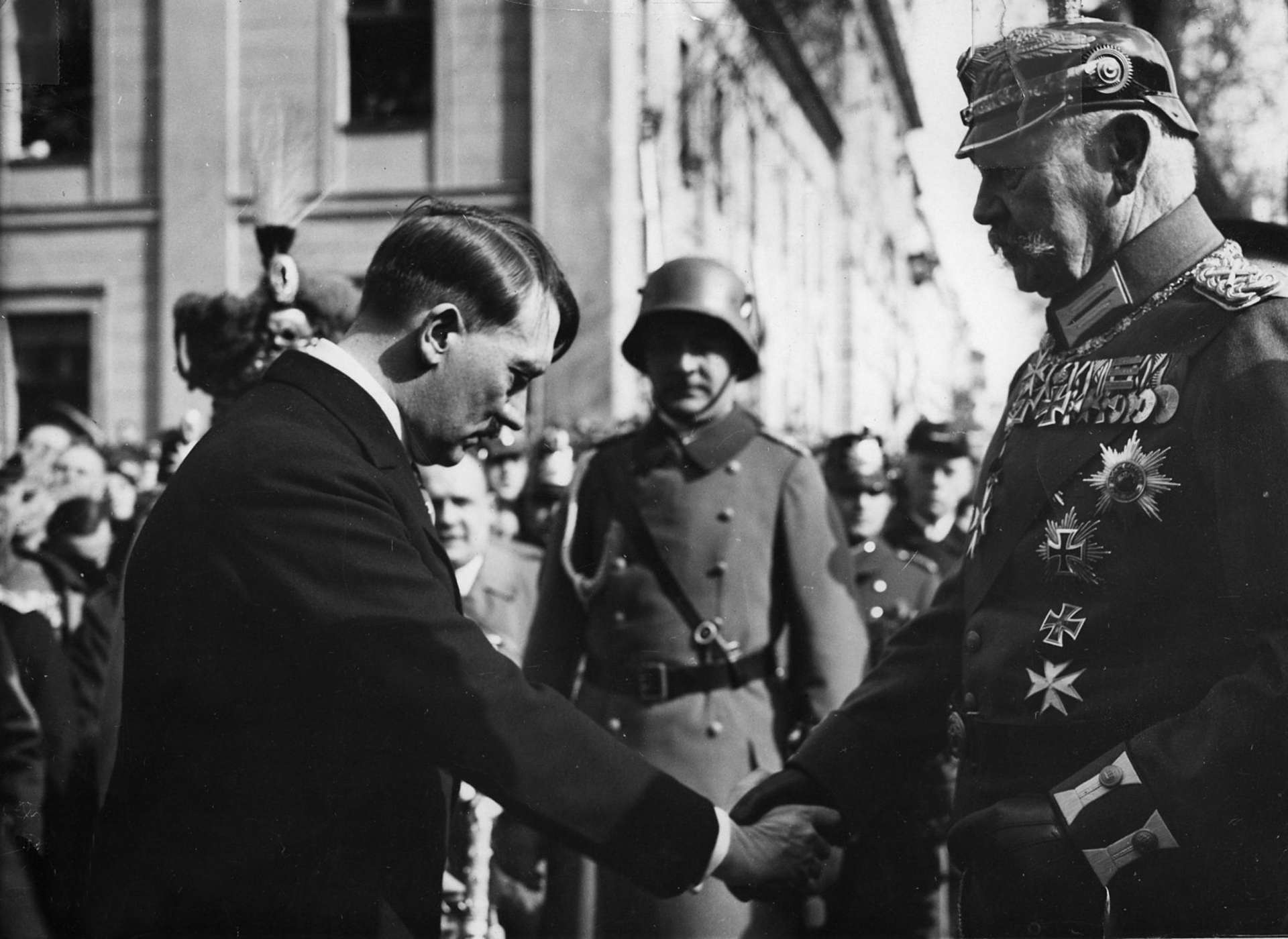
Kancléř Adolf Hitler a prezident von Hindenburg, 23. března 1933 v Postupimi

Hindenburg hrál jen podpůrnou, ale klíčovou roli v nacistickém převzetí moci (Machtergreifung) roku 1933. Ve „vládě národní jednoty“ vedené Hitlerem byli nacisté v menšině. Kromě Hitlera byli jedinými nacistickými ministry Hermann Göring a Wilhelm Frick. Většina ostatních ve vládě zůstala z předchozích kabinetů Papena a Schleichera a ani ostatní, jako například Alfred Hugenberg z Německé národní lidové strany (D.N.V.P.), nebyli nacisty. To ujišťovalo Hindenburga, že prostor pro radikální kroky nacistů je omezen. Navíc byl jeho oblíbenec Papen vicekancléřem a říšským komisařem pro Prusko.
Prvním Hitlerovým krokem v roli kancléře byl požadavek na Hindenburga, aby rozpustil Reichstag, aby mohli nacisté a D.N.V.P. posílit a prosadit Zmocňovací zákon a Hindenburg pod nátlakem souhlasil. Na začátku března 1933 Papen navrhl a prosadil přes článek 48 zákon značně omezující svobodu tisku. Po požáru Reichstagu Hindenburg také podepsal Reichstagsbrandverordnung – dekret umožňující prezidentovi prakticky jakkoliv narušit občanské svobody v zájmu bezpečnosti, který de facto umožnil nacistům uchopit moc pevněji do rukou a vypořádat se s komunisty.
Při otevření nového Reichstagu 21. března 1933 v domě „Kroll Opera“ uspořádali nacisté důkladnou slavnost, ve které hrál Hindenburg hlavní roli. Záměrem bylo zdůraznit návaznost nového nacistického státu na prusko-německou tradici. Mnoho Němců, především těch konzervativních, přesvědčil o kvalitě nového režimu. 23. března 1933 podepsal Hindenburg Zmocňovací zákon, další důležitý krok nacistické cesty za mocí.
Přes zhoršující se zdravotní stav Hindenburga se nacisté postarali o to, aby kdekoliv se objevil na veřejnosti, byl doprovázen Hitlerem. Během těchto výstupů Hitler vždy zdůrazňoval nejvyšší respekt a vážnost prezidentovi. V soukromí dál Hindenburga nesnášel a vyjádřil přání, aby „ten starý reakcionista“ zemřel co nejdříve a on mohl spojit úřad kancléře a prezidenta do jednoho. Byl si velmi jasně vědom toho, že prezident byl nejvyšším velitelem německé armády a navíc byl v německé armádě velmi váženou osobou. To znamenalo, že pokud by se Hindenburg rozhodl Hitlera sesadit, nebylo pochyb, že by se Reichswehr postavil na jeho stranu. Proto si Hitler, dokud Hindenburg žil, dával velký pozor, aby ho nijak neobtěžoval.
Jediný okamžik, kdy se Hindenburg postavil nějakému nacistickému návrhu zákona byl začátek dubna 1933. Tehdy Reichstagem prošel „Zákon o obnově profesionální státní správy“, který volal po okamžitém vyhození všech židovských státních úředníků na všech úrovních. Hindenburg tento zákon odmítal podepsat dokud z něj nebyli vyjmuti všichni židovští veteráni z první světové války, židovští úředníci z doby války a Židé, jejichž otcové ve válce bojovali. Hitler, který věřil, že žádný Žid ve skutečnosti ve válce nebojoval, upravil návrh tak, aby odstranil Hindenburgovy výhrady.
Hindenburg pak zůstal ve svém úřadu až do své smrti 2. srpna 1934. Zemřel ve svém domě v Neudecku ve východním Prusku, přesně dva měsíce před svými 87. narozeninami. Hitler za ním den před jeho smrtí přiletěl a navštívil ho. Starý a zmatený Hindenburg ho pokládal za císaře Viléma II. a oslovoval Hitlera „Vaše Výsosti“.

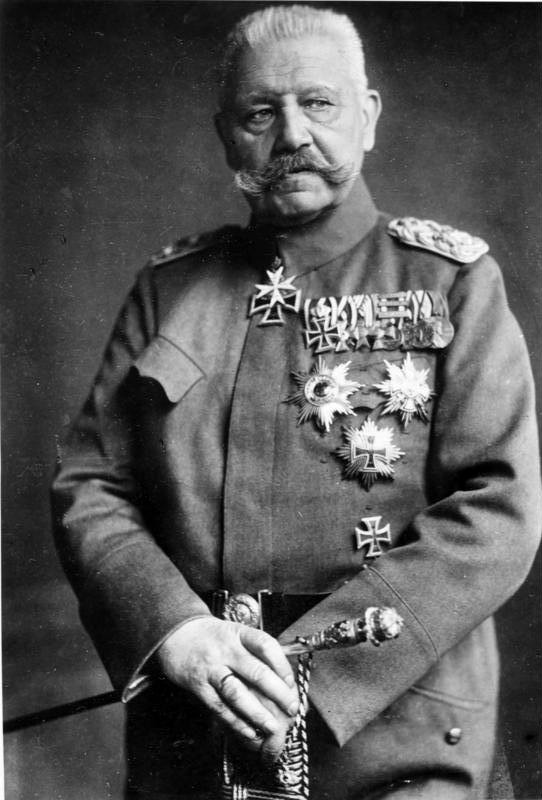
Paul von Hindenburg jako polní maršál

Dalším prezidentem Německa se stal až v roce 1945 Karl Dönitz. Po Hindenburgově smrti totiž Hitler prohlásil úřad prezidenta za trvale uvolněn a výkon pravomocí spojil s úřadem kancléře, přičemž se prohlásil za „vůdce a kancléře“ (Führer und Reichskanzler), čímž dovršil proces získání moci. Ústava výmarské republiky říkala, že v případě smrti prezidenta nebo jeho neschopnosti vykonávat úřad jej nahrazuje kancléř až do nových voleb. Hitler, se Zmocňovacím zákonem v platnosti, volby nikdy nevyhlásil. Na místo toho uspořádal 19. srpna 1934 plebiscit, ve kterém se měli Němci vyjádřit, zdali souhlasí se současným vykonáváním obou funkcí Hitlerem. Pro hlasovalo téměř 90 % lidí.
Hindenburg se sám označoval za monarchistu, který si přál obnovu německé monarchie. Doufal, že některý z pruských princů by mohl být vybrán za jeho nástupce ve vedení státu. Přesto nikdy nevyužil své moci k obnově monarchie, jelikož se cítil zavázán přísahou výmarské ústavě. Tvrdí se, že v Hindenburgově závěti bylo přání, aby Hitler monarchii obnovil. Ale tato otázka nemůže být zodpovězena, protože Oskar von Hindenburg zničil části otcovy závěti, které se týkaly politiky. Tvrdí se, že Hindenburgova politická závěť, zveřejněná v roce 1934, ve které Hindenburg vyslovuje největší díky Hitlerovi, byla zfalšována jeho synem, který se tak snažil Hitlerovi zavděčit.

## Závěr
Hindenburg byl pohřben v Tanneberském památníku. Aby je uchránily před blížícími se Rusy, německé jednotky roku 1945 přesunuly rakve jeho a jeho manželky do města Marburg an der Lahn, kde byl znovu uložen do severní věže známého kostela svaté Alžběty a zde zůstávají dodnes.

## Dílo
- Aus meinen Leben, Leipzig, S. Hirzel (Paměti, přeložila Genadie Hanáková)